# Zbigniew Szmuniewski
Zbigniew Stanisław Szmuniewski (ur. 1 kwietnia 1949) – polski działacz państwowy i menedżer, w latach 1987–1990 wicewojewoda przemyski.

## Życiorys
Absolwent Wydziału Prawa i Administracji Uniwersytetu Marii Curie-Skłodowskiej. Wieloletni pracownik administracji państwowej, zajmował w niej stanowiska kierownicze, a od 1987 do 1990 pozostawał wicewojewodą przemyskim. Później był wojewódzkim pełnomocnikiem ds. energii i paliw. Zasiadał w radach nadzorczych różnych spółek komunalnych i państwowych, w tym spółek Skarbu Państwa, m.in. Towarowej Giełdy Energii oraz PGE Polskiej Grupy Energetycznej. Ok. 2014 był kierownikiem Wydziału Promocji Handlu i Inwestycji Ambasady RP w Mińsku.